# Xiuladora dorsibruna
La xiuladora dorsibruna (Coracornis raveni) és un ocell de la família dels paquicefàlids (Pachycephalidae).

## Hàbitat i distribució
Habita els boscos de les muntanyes de Sulawesi, excepte el sud.